# Le scarpe al sole (film)
Le scarpe al sole è un film del 1935 diretto da Marco Elter. Il soggetto del film è tratto dal romanzo omonimo di Paolo Monelli.

## Trama
Un veterano della Guerra d'Africa, e due giovani, di cui uno appena sposato, vengono chiamati alle armi per difendere i confini della patria. I tre saranno protagonisti di drammatici avvenimenti tra assalti, ritirate, vita di trincea. Il vecchio reduce della guerra africana, alla fine perirà da eroe, gli altri due torneranno, dopo la vittoriosa battaglia, alle loro case per raccontare i drammatici avvenimenti vissuti.

## Produzione
Prodotto da Roberto Dandi per l'I.C.I. e l'Artisti Associati, gli interni furono girati negli stabilimenti Cines a Roma.
Il film rientra nel cosiddetto filone propagandistico.

## Distribuzione
Il film venne distribuito nel circuito cinematografico italiano nell'ottobre del 1935.

## Critica
Dino Falconi, nelle pagine de Il Popolo d'Italia, del 3 novembre 1935 scrisse « La guerra di Scarpe al sole è la guerra viva, priva di fronzoli, vestita di cenci, miracolosi che sono più smaglianti di ogni abito di gala. Vi è la sua tristezza e la sua allegria, vi è il tranquillo buonsenso dei veterani, vi è l'entusiastica baldanza dei giovani. Elter, il regista, che viene dal documentario, mostra di sapere assai bene compilare un film drammatico, soprattutto se riuscirà ad occuparsi un pochino meno del personaggio e un po' più dell'azione. Comunque, gli si può perdonare volentieri qualche piccola lungaggine della seconda metà della prima parte, perché tutto il secondo tempo è veramente ottimo »

## Accoglienza
Come per tutta la produzione cinematografica italiana degli anni trenta anche per Le scarpe al sole non sono disponibili i dati sugli introiti economici della pellicola, né le fonti forniscono elementi indiretti a tale proposito.

## Riconoscimenti
- 1935 - Mostra internazionale d'arte cinematografica di Venezia
  - Premio del Minculpop come film eticamente più significativo